# 飛頭
飛頭（西班牙語：chonchón from），是在南美傳說中的怪物，出现在智利、阿根廷的马普切人传说里。没有身体只有像人类的头颅，会把耳朵当翅膀来飞。会发出“chue、chue、chue”的叫声，会在晚上飞到病患或普通人家里，一般人通常看不到，但听得到声音。本身出现为死亡前兆，飞头在飞进民宅后会咬住人脖子吸血，被吸血的人也可能变飞头。飞头附近通常会有无头的人类尸体。通常是特定的人包括一些魔法师才能看到飞头的模样，其名字是关于他自身的叫声。平时生活在灵界，会在晚上的时候飞到卧病在床的患者家里，在吸收掉病患的灵魂后，会在太阳升起前带病人的灵魂一起离开。

## 外部連結
- （英文）Fantastic Fauna of Chile